# Еко-1
«Еко-1» (англ. Echo 1 — луна), інші назви Ей-11 (англ. A 11), Еко-1Ей (англ. Echo 1A) — американський експериментальний супутник зв'язку, запущений за програмою Еко. Перший успішний запуск ракети-носія «Тор-Дельта/Дельта».
Апарат створювався як пасивний рефлектор для трансконтинентального і міжконтинентального телефонного зв'язку, радіозв'язку і передачі телевізійних сигналів — експериментального супутникового зв'язку.

## Опис
Апарат був надувною кулею з поліетилентерефталату товщиною 0,0127 мм діаметром 30,5 м після наповнення. Для відстеження траєкторії апарата використовувались радіомаяки, що працювали на частоті 107,9 МГц і живились від п'яти нікель-кадмієвих батарей, що заряджались 70 сонячними елементами, розташованими на поверхні кулі.

## Політ
12 серпня 1960 року о 09:39:43 UTC з космодрому Канаверал ракетою-носієм «Тор-Дельта/Дельта» було запущено супутник «Еко-1». Внаслідок значної площі поверхні і незначної маси апарат також використовувався для вимірювання щільності атмосфери і тиску сонячного вітру. Під час останнього етапу польоту супутник використовувався для оцінки можливості здійснення супутникової тріангуляції. Апарат зійшов з орбіти та згорів в атмосфері Землі 24 травня 1968 року.